# North Perry
North Perry é uma vila localizada no estado norte-americano de Ohio, no Condado de Lake.

## Demografia
Segundo o censo norte-americano de 2000, a sua população era de 838 habitantes.
Em 2006, foi estimada uma população de 949, um aumento de 111 (13.2%).

## Geografia
De acordo com o United States Census Bureau tem uma área de
10,1 km², dos quais 10,1 km² cobertos por terra e 0,0 km² cobertos por água.

## Localidades na vizinhança
O diagrama seguinte representa as localidades num raio de 16 km ao redor de North Perry.